# Українці в Киргизстані
Українська діаспора Киргизстану (кирг. Кыргызстандын украин диаспорасы, англ. Ukrainian diaspora of Kyrgyzstan) – одна з етнічних громад на території Киргизстану. За статистичними даними 2019 року чисельність киргизстанських українців склала 10 600 осіб. Однак з урахуванням всіх громадян Киргизстану, що мають українське походження (в т.ч. часткове в міжнаціональних сім’ях), включаючи носіїв споконвічно українських прізвищ, це число, щонайменше втричі перевищує офіційні дані.

## Історія

### Російська імперія
Історія українського етносу в Киргизстані складалася протягом півтора століть, починаючи з другої половини XIX століття. Поява українців у Киргизії сягає початку переселенського руху, що виник у процесі колонізації Середньої Азії після включення її до складу Російської імперії. Із змінами політичної ситуації в Середній Азії і Казахстані, на початку 50-х рр. XIX ст. з’явились об’єктивні можливості для задоволення давнішнього бажання багатьох киргизів перейти у підданство Російської імперії. 17 січня 1855 р. вперше було офіційно проголошено і юридично закріплено у формі письмової присяги ідею єднання іссик-кульських киргизів з Росією. Наприкінці 1862 р. частина киргизів Чуйської долини і кочуючі киргизи з центрального Тянь-Шаню теж виявили бажання перейти у російське підданство. Приєднання південної частини Киргизстану відбулося значно пізніше – у 1876 р., після розгрому Кокандського ханства. По завершенні входу краю до складу Російської імперії почалось освоєння його царизмом, пожвавлення економічного життя, що величезною мірою спричинило переселенський рух.
Першими українськими селянами-переселенцями, були переважно вихідці з південних і чорноземних районів України та Росії (Воронезької, Курської, Харківської, Полтавської, Чернігівської і Київської губерній), найбільш пограбованих за «визвольною» реформою 1861 року. Переселенням частини селян на колоніальні околиці царське самодержавство розраховувало пом'якшити, аграрні протиріччя в центральних областях і тим самим послабити селянський рух, що набирав обертів.

Г.М. Хлипенко – професор, дослідник киргизько-українських літературних зв’язків:
«Чи легко було нашим пращурам залишати рідну землю? Тяжко, ой як тяжко! Почитайте про це, наприклад, у Михайла Стельмаха у романі “Хліб і сіль”. Вам відкриються страшні картини соціального гніту, який змушував подільських селян залишати рідні гнізда в пошуках кращої долі на краю світу – такими їм уявлялися тоді Сибір і Середня Азія.
Земля для селянина - не тільки умова добробуту, а й саме життя. Однак навіть ті, хто мав землю "тільки під нігтями, та й то не свою, а панську", у кого з даху дощова вода падала вже на сусідську земельку; хто не хату продавав, а злидні свої – навіть ті впадали у відчай при думці про переселення в далекі краї».

Розміщення переселенців здійснювалося в трьох регіонах Киргизстану: північному – Пржевальський повіт (нині Іссик-Кульська область), центральному – Пішпекський (нині Чуйська область) і південному – Ошський повіт (нині Ошська область). Це було пов'язано зі сприятливими природно-кліматичними умовами і доброю якістю ґрунту. Землі ці являли собою незаймане багатство великої цінності, і тут можливе було ведення поліпшеного хліборобського господарювання із застосуванням високих культур, як: садівництво, виноградарство, сівба буряків і т.п. Крім того на переселенських ділянках, зрошуваних ріками з великим падінням було можливе улаштування штучного зрошення.
За даними Першого загального перепису населення Російської імперії 1897 р. у якому немає розподілу за національністю, а тільки за мовною ознакою, на українську як рідну мову вказали 6 777 осіб, із них: у Пішпекському повіті – 4 656 осіб (2 388 чоловічої статі і 2 268 – жіночої), у Пржевальському повіті – 1 812 осіб (931 і 881) і в Ошському повіті – 309 осіб (239 + 70).
Більшість українських сіл на киргизькій землі з'явилося на рубежі XIX і XX ст., серед них – Липенка, Михайлівка, Теплоключенка, Покровка (Іссик-Кульська область), Полтавка, Петропавлівка, Петрівка, Білогірка, Червона Річка, Ново-Покровка, Садове (Чуйська область).
Українці швидко пристосувалися до місцевих умов і за короткий період домоглися значних успіхів у вирощуванні багатьох сортів сільськогосподарських культур. 
Українські переселенці сприяли прогресивним змінам у господарстві Киргизстану (впровадження нових технологій обробітку землі, знарядь праці, сучасних сортів рослин, поява нових галузей господарства), що сприяло переходові місцевого населення до осілості.
У традиційній для киргизів галузі господарства – скотарстві теж відбувалися зміни. Наприклад, шляхом схрещування з’явилися нові різновиди великої рогатої худоби, почалося будівництво критих загонів для худоби. Так, в щоденних турботах, обмінюючись досвідом, встановлювалися ділові і міцні дружні взаємини між киргизами і українцями. Тому, коли багато переселенців були втягнуті у події повстання киргизів 1916 р., було чимало фактів співчуття і прояву добросусідства трудового люду з обох сторін. Так, нерідко рядові киргизи таємно попереджали своїх сусідів, знайомих і друзів з переселенців про біди, що загрожували, переховували жінок і дітей від розправи, а селяни, ризикуючи своєю головою, рятували киргизькі сім'ї. Історики повстання наводять приклади виступу на боці повстанців окремих селян, серед яких і українець М.Власенко, який очолював загін киргизів у Приіссиккул’ї.

### СРСР
У XX ст., в часи перебування Киргизії у складі СРСР перелік причин, через які українці стали поселятися на киргизькій землі, значно розширився. Ними стали: Оргнабори, Друга світова війна, кадрові ротації, особисті людські долі, а також меншою мірою – репресії і голодомор в Україні 1932–33 років.
Вперше у переписі 1926 р. українці, які проживали в Киргизстані, були виділені окремим рядком, і їх чисельність склала 63 тис. чол. (6,4% від усього населення).
Українці, як і росіяни, зосереджувалися переважно в містах – Бішкеку, Токмаку, Караколі, а також у долині річки Чу та Іссик-Кульській улоговині. Фактор індустріалізації збільшив частку українців – у 1939 – 137,3 тис. (9,4 % населення). Це був максимальний показник кількості українців за всю їхню історію проживання на киргизькій землі. 
У зв'язку з будівництвом в 40-і рр. Великого Чуйського каналу стала можливою реалізація планів радянського уряду з освоєння зрошуваних земель. З цією метою до червня 1941 р. на нових землях влаштувалося 4 тис. господарств, з них 2500 сімей з інших республік СРСР. Так, 4 квітня 1941 р. на залізничній станції Біловодськ (41 км. від столиці м. Бішкеку) відбулася зустріч 840 колгоспників та членів їх сімей з України.

#### Спроба українізації в Киргизстані на початку 1930-х років
7 серпня 1931 року постановою ВЦВК Киргизької АРСР було затверджено «Взаємне зобов’язання народних комісаріатів освіти Української РСР та Киргизької АРСР», в якій вказувалося на те, що 
«Наркомос УРСР зобов’язується протягом серпня-вересня 1931 року мобілізувати на педагогічну роботу в Киргизстан 30 освітян. Відрядити в розпорядження Наркомосу Кирг. АРСР трьох товаришів в органи освіти Киргизстану у райони з українським населенням. Наркомос УРСР на вимогу Киргизстану забезпечує школи, що обслуговують українців Киргизстану, підручниками і літературою для термінів 1-ї та 2-ї групи, які підлягають українізації в поточному 1931–32 році…». 1932 року відбувся пленум Киргобкому ВКП(б) і по доповіді тов. Чистякова – наркома народної освіти Киргизької АРСР – було прийнято резолюцію: «Пленум засуджує спроби штучної українізації окремих районів Киргизії, що є на руку куркульським та петлюрівським елементам...».
За браком необхідних умов для національно-культурного розвитку етнічна ідентичність українців втрачалася. Внаслідок цього частка осіб, які вважають українську мову своєю рідною, неухильно скорочувалась: якщо в 1926 р. вона становила 97,1 %, то в 1959 – вже 49,2 %, у 1989 – 34,1 %, а у 2009 – 24, 5 %.
Під час Другої світової війни до Киргизії з України прибули тисячі українців разом з евакуйованими заводами, фабриками та інститутами. У їх числі з Харкова – швейна фабрика, інститути: інженерів комунального господарства, ветеринарний, медичний і
стоматологічний; з Бердянська – завод сільськогосподарського машинобудування; Луганська – верстатобудівний завод, а також Миколаївський кораблебудівний інститут з 597 студентами.
У повоєнній (після 1945 року) історії Киргизстану немає, мабуть, такої сфери професійної діяльності, хоч де працювали і не досягали вражаючих результатів представники українського народу: промисловість і сільське господарство, геологія і транспорт, медицина і освіта, наука і журналістика, спорт і музична культура. Так, в 60-і рр. багато українців брали участь в грандіозних будівельних проєктах, здійснюваних в Киргизстані: будівництвах тунелю Туя-Ашу на автомагістралі Бішкек – Ош, Токтогульскої ГЕС.
Українці відбулися в Киргизстані як організатори і керівники великих промислових і сільськогосподарських підприємств; як видатні вчені, серед яких десятки кандидатів і докторів наук; багато удостоєні почесних звань – заслужених артистів, вчителів, журналістів, діячів науки, культури і працівників охорони здоров'я, майстрів спорту.
У 80-ті – на початку 90-х рр. важливу роль відігравали українці і в політичному житті країни. Так серед депутатів Верховної Ради Киргизької РСР 12 скликання, т. з. "легендарному" парламенті 11 були українці, а серед депутатів усіх рівнів – 286.
Один лише перелік прізвищ українців відомих керівників, промисловців і аграріїв Киргизстану зайняв би не одну сторінку. Назвемо деяких з них: Ф.Моргун, А.Новак, М.Паришкура, С.Гайко, О.Савицький, Ю.Павленко, М.Іванченко, А.Бойко, М.Мірошниченко, В.Неродюк, В.Макаренко, А.Гребенюк, В.Козаченко, П.Паталаха, Г.Хорт, Г.Давиденко, В.Скринник, П.Тищенко, Н.Бабенко, А.Хоменко, М.Іванченко, С.Олейнич, С.Посмітний, З.Черкащенко, А.Мироненко.

### Киргизька Республіка
Зменшення абсолютної чисельності українців Киргизстану, що почалося в радянські часи, перетворилося на стійку тенденцію після 1991 р. Якщо в 1989 р. їх налічувалося 108 тис. 27 осіб, то в 2019 р. – 10 тис. 600 осіб. Причини цього – природний неприріст українців, які за демографічними мірками є одним з найбільш «старих» етносів в країні, часткова втрата національної ідентичності в результаті процесів русифікації та асиміляції, а також еміграція, викликана соціально-політичними потрясіннями кінця ХХ – початку XXI ст.
В сучасному Киргизстані у класовому відношенні українська діаспора мало чим відрізняється від інших етносів Киргизії і вбирає в себе: робітників, службовців, колгоспників (фермерів) та підприємців. З 1991 року в соціальній структурі зайнятості українців збільшилася кількість безробітних, домогосподарок, підприємців, працівників сфери обслуговування, а зменшилась кількість зайнятих на керівних посадах, в сільськогосподарському виробництві, в фіскальних органах. В українській діаспорі велика кількість людей з вищою освітою, але похилого віку.
Починаючи з радянських часів, у незалежній Киргизькій Республіці етнічні українці продовжують робити значний внесок у геологію країни, як у розвиток геологічної науки, так і у видобуток корисних копалин.

#### Стан забезпечення політичних, соціальних, культурних, інформаційних та інших прав і потреб українців Киргизстану
Законодавство Киргизької Республіки базується на загальноприйнятих нормах міжнародного права щодо захисту прав національних меншин і гарантує рівні права всім громадянам країни незалежно від їх етнічного походження. В деяких Законах КР (наприклад Кримінальний Кодекс, Закон про ЗМІ) є норми, що передбачають покарання за розпалювання міжнаціональної ворожнечі, дискримінацію за расовою та національною ознакою, приниження національної гідності. В цьому контексті українцям, як громадянам Киргизстану, забезпечуються на загальних підставах політичні, соціальні та частково культурні права. Значну подвижницьку діяльність з метою задоволення національно-культурних потреб українців в Киргизстані, збереження їх національної самобутності, національної самосвідомості здійснює єдина громадська організація українців Киргизстану – Українське товариство Киргизької Республіки «Берегиня».

## Демографічна статистика
Динаміка чисельності українського населення за даними переписів:
| Рік  | чисельність (тис.) | % до всього населення | джерело інформації |
| ---- | ------------------ | --------------------- | ------------------ |
| 1926 | 63 000             | 6,4                   | Всесоюзний перепис |
| 1939 | 137 300            | 9,4                   | Всесоюзний перепис |
| 1959 | 137 000            | 6,6                   | Всесоюзний перепис |
| 1989 | 108 027            | 2,1                   | Всесоюзний перепис |

| Рік  | чисельність (тис.) | % до всього населення | джерело інформації               |
| ---- | ------------------ | --------------------- | -------------------------------- |
| 1999 | 50 442             | 1,0                   | І Національний перепис населення |
| 2009 | 21 924             | 0,6                   | І Національний перепис населення |
| 2019 | 10 600             | 0,2                   | Оцінка Нацкомстат КР             |

## Показники етнічності українців Киргизької Республіки
Дані соціологічного дослідження серед українців Киргизької Республіки, проведеного Республіканською асоціацією україністів (м.Київ) разом з Киргизьким національним університетом (м. Бішкек) у 1994 році.
| Яка з наведених ознак має для Вас особисто першочергове значення? • радянська людина – 24 %; • громадянин Киргизстану – 22,8%; • жодна не має значення – 22,1%; • українець – 8 % Ким Ви себе усвідомлюєте за національністю? • українцем – 67,07 %; • росіянином – 32,45; • киргизом – 0,24% Яку мову вважаєте рідною? Соціологічне дослідження РАУ і КНУ (1994) • російську – 56,2% • українську – 35,7 % • киргизьку – 7,6 % Національний перепис КР (2009) • російську – 75,08% • українську – 24,5 % • киргизьку – 64 громадянина |
| --- |

## Відомі киргизстанські українці
• Грабовський Борис Павлович (1901–1966) – український винахідник, син відомого українського поета-революціонера Павла Арсенійовича Грабовського.[джерело?]
• Лапко Василь Опанасович (1924–2007) – заслужений вчитель КР, засновник історико-краєзнавчого музею с. Петропавлівка Джаїльського району.
• Бажан Борис Григорович (1939–2008) – заслужений працівник сільського господарства КР, кавалер ордена «Манас» ІІІ ступеня; Голова селянського господарства в с. Садове Чуйської області. Меценат – на власні кошти побудував загальноосвітню школу на 750 місць, яка сьогодні носить його ім'я.
• Шерстюк Іван Олексійович (1918–2016) – професор, заслужений діяч науки КР, дослідник киргизького народного епосу «Манас».
• Мальований Олександр Іванович (1939–2016) – заслужений журналіст КР, кавалер ордена «Данакер».
• Хлипенко Георгій Миколайович (1938–2018) – професор, член Союзу письменників КР, дослідник українсько-киргизьких літературних зв’язків, редактор наукових збірників «Українці в Киргизстані» і «Тарас Шевченко в Киргизстані».
• Райська Олена Анатоліївна (1957–2018) – заслужений діяч культури КР, солістка ансамблю «Барвінок».
• Бондаренко Микола Миколайович (1946–2019) – член Союзу журналістів Киргизстану, поет і перекладач, Голова Токмакського відділення «Українського товариства Киргизької Республіки “Берегиня”».
• Віталій Володимирович Кличко – український боксер-професіонал, політик, Герой України, уродженець Киргизстану.
• Нарозя Володимир Володимирович – заслужений працівник культури України і заслужений діяч культури КР, Голова Ради Громадського об’єднання «Українське товариство Киргизької Республіки “Берегиня”».[26]
• Райський Іван Іванович – заслужений тренер КР, майстер спорту СРСР з дзюдо, 7 дан дзюдо, суддя міжнародної категорії.
• Кузьменко Сергій Іванович – юрист, адвокат, суддя, перший заступник голови Ради Українського товариства КР «Берегиня».[28]
• Острій Ірина Олександрівна – Міжнародний майстер 15-тиразова чемпіонка КР з шахів.
• Самаганова Олександра Бекболотівна (донька І. Острій) – майстер спорту, 4-разова чемпіонка КР з шахів.
• Бондаренко Олег Ярославович (1960—2023) – письменник-фантаст, виконавчий директор асоціації видавців і книгорозповсюджувачів КР.
• Гуманюк Роман Вадимович – професійний художник, учасник близько 40 персональних виставок в музеях і галереях Киргизстану, Казахстану, України, Білорусі, Болгарії, Італії, Франції та США. Учасник шостого бієнале сучасного мистецтва у Флоренції.